# Pontus Gustafsson

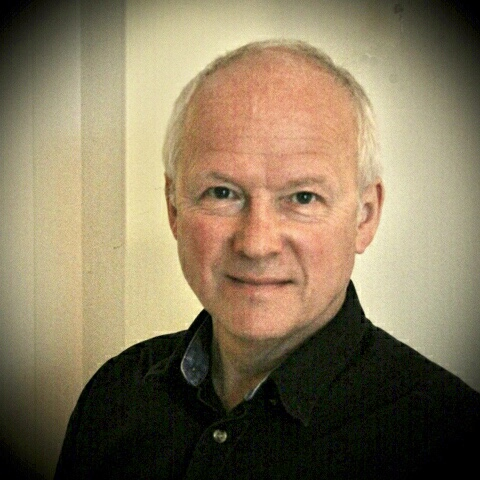
Pontus Gustafsson

Pontus Karl Fredrik Gustafsson (* 15. August 1955 in Stockholm) ist ein schwedischer Schauspieler. 

## Leben
Gustafsson begann bereits als zwölfjähriger Junge für den Zeichentrickfilm Djungelboken in der schwedischen Stimme von Mogli als Synchronsprecher. Ebenfalls in seiner Kindheit debütierte er am Königlichen Dramatischen Theater in Stockholm als Kinderdarsteller. Seit 1977 arbeitete er wieder als Theaterschauspieler am  Königlichen Dramatischen Theater. Gustafsson ist auch als Filmschauspieler an mehreren schwedischen Film- und Fernsehproduktionen beteiligt.

## Filmografie (Auswahl)
- 1967: Das Dschungelbuch (Djungelboken) (Stimme Mogli)
- 1968: Farbror Blås nya båt
- 1978: Grabbarna i 57:an eller Musikaliska gänget (Fernsehserie)
- 1984: Sömnen
- 1990: Kära farmor (Fernsehserie)
- 1991: Goltuppen
- 1992: Jönssonligan & den svarta diamanten
- 1993: Und die Großen lässt man laufen (Polis polis potatismos)
- 1993: Drömkåken
- 1994: Jönssonligans största kupp
- 1994: Läckan (Fernsehserie)
- 1995: Snoken (Fernsehserie)
- 1996: Die weiße Löwin (Den vita lejoninnan)
- 1997: Skärgårdsdoktorn (Fernsehserie)
- 1999: Eva und Adam (Eva och Adam) (Fernsehserie)
- 2001: Eva und Adam – Vier Geburtstage und ein Fiasko (Eva & Adam - Fyra födelsedagar och ett fiasko)
- 2002: Kommissar Beck – Die neuen Fälle – Das Kartell (Beck – Kartellen)
- 2002–2004: Björnes magasin (Fernsehserie)
- 2009: Verdict Revised – Unschuldig verurteilt (Oskyldigt dömd)
- 2011: Två herrars tjänare
- 2011: Arne Dahl: Misterioso